# Placówka Straży Celnej „Chropaczów”

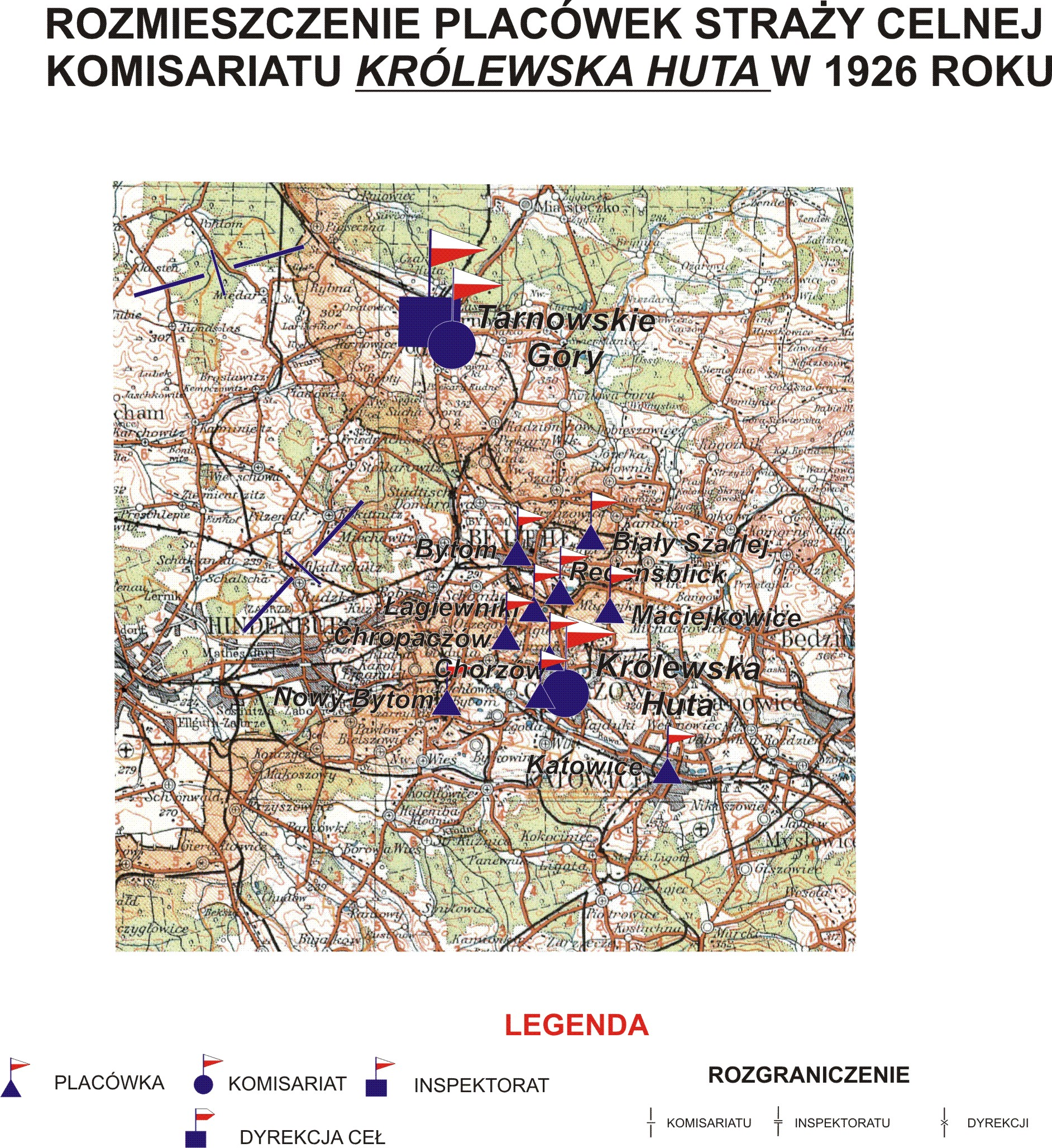
Rozmieszczenie placówek SC komisariatu Królewska Huta w 1926

Placówka Straży Celnej „Chropaczów” – jednostka organizacyjna Straży Celnej pełniąca w okresie międzywojennym służbę ochronną na granicy polsko-niemieckiej.

## Formowanie i zmiany organizacyjne
Na wniosek Ministerstwa Skarbu, uchwałą z 10 marca 1920, powołano do życia Straż Celną. Od połowy 1921 jednostki Straży Celnej rozpoczęły przejmowanie odcinków granicy od pododdziałów Batalionów Celnych. Proces tworzenia Straży Celnej trwał do końca 1922. Placówka Straży Celnej „Chropaczów” weszła w podporządkowanie komisariatu Straży Celnej „Królewska Huta” z Inspektoratu SC „Tarnowskie Góry”.
W drugiej połowie 1927 przystąpiono do gruntownej reorganizacji Straży Celnej. W praktyce skutkowało to rozwiązaniem tej formacji granicznej. Ochronę północnej, zachodniej i południowej granicy państwa przejęła powołana z dniem 2 kwietnia 1928 Straż Graniczna. W strukturach nowo powstałej formacji placówki „Chropaczów” nie odtworzono

## Funkcjonariusze placówki
Kierownicy placówki
| stopień    | imię i nazwisko, numer | okres pełnienia służby | kolejne stanowisko |
| ---------- | ---------------------- | ---------------------- | ------------------ |
| przodownik | Aleksander Roman (1)   | był w 1926             |                    |

Obsada personalna placówki w 1926:
- przodownik Aleksander Roman (1)
- starszy strażnik Paweł Stebel (898)
- starszy strażnik Jan Lasończyk (555)
- starszy strażnik Konrad Saternus (932)
- starszy strażnik Ludwik Kachel (418)
- strażnik Robert Czupała (123)
- strażnik Jan Osmańczyk (728)
- strażnik Alfons Dąbrowski (176)
- strażnik Bolesław Kuliński (1233)
- strażnik Józef Frąckowiak (436)
- strażnik Alojzy Woźny (1076)
- strażnik Wilhelm Makuła (676)
- strażnik Jan Cipa (117)
- strażnik Tadeusz Stefański (882)
- strażnik Wiktor Mansfeld (1240)
- strażnik Roman Benedykt (102)
- strażnik Jan Skowronek (145)
- strażnik Stanisław Kubas (425)
- strażnik Feliks Krawczyk (409)
- strażnik Robert Muszalik (611)
- strażnik Wiktor Pająk (746)
- strażnik Augustyn Jancik (354)